# 注進
注進（ちゅうしん）は、事件や出来事などを書き記して上申することを指す言葉、またはその書状のこと（注進状）。現在では、転じて、事件などを急いで目上の人に報告することを指す。

## 概要
戦国時代
戦国時代までの注進状は、主に敵軍の動きや戦いの結果を報告する書状を指す。出陣などの決定を左右する重要なものとされる。軍事的な意味合いを持つ書状であるため、届いた注進状に対して返書が出すことで素早く対応することを伝える（遠方の城にいる家臣から届いた注進に対して、主君が援軍を約束するなど）ことも多く、その場合に「何日付の注進状が、何日に城に到着した」ということまで返書に書かれている。
江戸時代
江戸時代には、事務的な事柄を伝える報告も含めて「御注進」と呼ばれるようになり、現代で言う決算報告書に相当するものも注進状と呼ばれている（例：長州藩が、藩内の実態を把握するために提出させた統計資料・収支明細の報告書「防長風土注進案」など）。また、時代物を扱った歌舞伎では、合戦の戦況報告する役が「御注進」と呼ばれている。
近代以降
現在に置いては注進の語を使うことはまれであり、基本的に前近代の報告（報告書）などに対して用いられることが多い。なお、現在において注進と言う語を用いる場合、「告げ口」という含みを持って一般的に使われることもあり、報告や発言に対する否定的・非難的な意味合いで用いられることもある。